# Edwin Bleichrodt
Frederik Willem (Edwin) Bleichrodt (Almelo, 26 oktober 1968) is een Nederlands jurist gespecialiseerd in het strafrecht. Bleichrodt is sinds 1 september 2021 procureur-generaal bij de Hoge Raad.
Bleichrodt studeerde rechtsgeleerdheid aan de Radboud Universiteit Nijmegen van 1987 tot 1992. In 1996 promoveerde hij daar cum laude op het proefschrift Onder voorwaarde: een onderzoek naar de voorwaardelijke veroordeling en andere voorwaardelijke modaliteiten; promotor was Geert Corstens, co-promoter Jeppe Balkema. Het proefschrift won de Moddermanprijs voor beste strafrechtelijke proefschrift. Na zijn promotie werd Bleichrodt advocaat bij Pels Rijcken & Droogleever Fortuijn te Den Haag.
In 2002 werd Bleichrodt naast zijn praktijk als advocaat ook raadsheer-plaatsvervanger bij het Gerechtshof Arnhem, wat hij tot 2013 zou blijven. In 2009 verliet hij de advocatuur om hoogleraar strafrecht te worden aan de Erasmus Universiteit Rotterdam. Als hoogleraar schreef hij onder andere het standaardwerk Sanctierecht samen met zijn collega Paul Vegter. In 2013 werd Bleichrodt benoemd tot advocaat-generaal bij de Hoge Raad der Nederlanden in de sectie strafrecht, waar hij in 2020 afdelingsvoorzitter werd. Op 19 maart 2021 werd bekend dat de ministerraad had besloten Bleichrodt voor te dragen voor benoeming tot procureur-generaal bij de Hoge Raad in verband met het vertrek van Jos Silvis; op diezelfde dag werd ook de benoeming van Mark Wissink tot plaatsvervangend procureur-generaal aangekondigd. Bleichrodt werd op 14 juli beëdigd door koning Willem-Alexander. Tijdens een zitting van de Hoge Raad op 1 september 2021 werd Bleichrodt geïnstalleerd als procureur-generaal.
Bleichrodt speelt niet onverdienstelijk cello en heeft enkele optredens met dichters georganiseerd, onder wie Ester Naomi Perquin en Marieke Lucas Rijneveld.
Bestuur van de Hoge Raad:
G. de Groot (president) · M.V. Polak · M.J. Kroeze ·  V. van den Brink · J. de Hullu · R.J. Koopman · M.E. van Hilten (vicepresidenten)

Eerste kamer:
G. de Groot · 
M.V. Polak · 
M.J. Kroeze (vzrs.) · 
A.E.B. ter Heide ·
F.J.P. Lock · 
G.C. Makkink · 
C.E. du Perron · 
F.R. Salomons · 
S.J. Schaafsma · 
C.H. Sieburgh · 
T.H. Tanja-van den Broek · 
K. Teuben · 
H.M. Wattendorff

Tweede kamer:
V. van den Brink · 
M.J. Borgers (vzrs.) · 
Y. Buruma · 
C. Caminada · 
J.C.A.M. Claassens · 
C.N. Dalebout · 
T. Kooijmans · 
M. Kuijer · 
A.E.M. Röttgering ·
A.L.J. van Strien ·
T.B. Trotman

Derde kamer:
M.E. van Hilten · 
J.A.R. van Eijsden (vzrs.) · 
M.T. Boerlage ·
P.A.G.M. Cools ·
E.F. Faase · 
M.W.C. Feteris · 
M.A. Fierstra · 
R.J. Koopman ·
E.N. Punt ·
A.E.H. van der Voort Maarschalk · 
J. Wortel

J.E.M. Polak (i.b.d.) · 
H.G. Sevenster (i.b.d.) · 
C.J. Borman (i.b.d.)

Parket:
F.W. Bleichrodt (procureur-generaal) · 
M.H. Wissink (plv. procureur-generaal) · 

Advocaten-generaal civiel:
B.F. Assink · 
R.H. de Bock · 
B.J. Drijber · 
T. Hartlief · 
F.F. Langemeijer (i.b.d.) · 
S.D. Lindenbergh · 
M.L.C.C. Lückers · 
G.R.B. van Peursem · 
E.B. Rank-Berenschot · 
G. Snijders · 
W.L. Valk · 
P. Vlas · 
E.M. Wesseling-van Gent 

Advocaten-generaal straf:
D.J.C. Aben · 
P.M. Frielink · 
A.E. Harteveld · 
E.J. Hofstee · 
B.F. Keulen · 
D.J.M.W. Paridaens · 
T.N.B.M. Spronken · 
P.C. Vegter (i.b.d.)

Advocaten-generaal belasting:
C.M. Ettema · 
R.L.H. IJzerman · 
R.E.C.M. Niessen · 
P.J. Wattel